# Ledum
Ledum es un género de plantas con flores ampliamente reconocida en la familia Ericaceae, tiene 4 especies de arbustos perennes, nativas de las regiones templadas o frías del Ártico en el Hemisferio Norte. Se le conoce como "té de Labrador". Comprende 22 especies descritas y de estas, solo 4 aceptadas.

## Taxonomía
El género  fue descrito por Carlos Linneo y publicado en Species Plantarum 1: 391. 1753. La especie tipo es: Ledum palustre L.

## Especies aceptadas
A continuación se brinda un listado de las especies del género Ledum aceptadas hasta marzo de 2014, ordenadas alfabéticamente. Para cada una se indica el nombre binomial seguido del autor, abreviado según las convenciones y usos.
- Ledum glandulosum Nutt.
- Ledum macrophyllum Tolm.
- Ledum maximum (Nakai) A.P. Jokhrjakov & M.T. Mazurenko
- Ledum palustre L.